# رمولینو
رمولینو (انگلیسی: Remolino) یک منطقه مسکونی در کشور کلمبیا است.